# Andreas Nicolaus Schmidt
Andreas Nicolaus Schmidt, född 11 september 1806 i Vists församling, Östergötlands län, död 28 februari 1878 i Nykils församling, Östergötlands län, var en svensk präst, pedagog och politiker.

## Biografi
Andreas Nicolaus Schmidt föddes 1806 i Vists församling. Han var son till glasfabrikören Karl Göran Schmidt och Anna Lovisa Falckert. Schmidt blev 1827 student vid Uppsala universitet och prästvigdes 24 april 1831. Han blev predikant vid Stockholms stads och läns kurhus 1832. År 1833 blev han andre pastorsadjunkt i Adolf Fredriks församling och 20 december 1836 kateket i Jakob och Johannes församling. Schmidt blev 3 juni 1836 rektor vid växelundervisningssällskapets normalskola och 1839 kateket i Katarina församling. Han avlade pastoralexamen 1842 och blev föreståndare för Stockholms folkskollärareseminarium 24 maj 1843. År 1844 blev han lärare vid Stockholms borgareskola.
Schmidt blev 24 januari 1851 kyrkoherde i Flisby församling, tillträde samma år och blev 11 april 1855 prost. Han var från 24 mars 1858 till 1864 kontraktsprost i Södra Vedbo kontrakt. Schmidt blev 20 oktober 1862 kyrkoherde i Nykils församling, tillträde 1864 och blev 19 april 1865 kontraktsprost i Vifolka och Valkebo kontrakt.
År 1852 blev han inspektor över Eksjö skola och var 1861–1863 folkskoleinspektör. Han var ledamotav av kommittén för granskning och förslag till prisbelöning av tävlingsskrifter för folkundervisning 1847 och 1850. Schmidt var riksdagsledamot vid Riksdagen 1865-1866. Han var ledamot i flera sällskap och blev 1873 ledamot av Vasaorden. Schmidt avled 1878 i Nykils församling.
Han var engagerad i folkskolans framväxt, författade rapporter och läroböcker. Han var rektor vid växelundervisningssällskapets normalskola i Stockholm, men blev senare kyrkoherde i Nykils församling utanför Linköping, och var en av ledamöterna i prästeståndet för Linköpings stift vid ståndsriksdagen 1865–1866.

## Familj
Schmidt gifte sig första gången 1838 med Maria Gustava Rehn (1810–1839). Hon var dotter till rådmannen Johan Georg Rehn och Lovisa Kristina Oldenburg i Stockholm. De fick tillsammans dottern Emma Maria Lovisa Schmidt (född 1838) som var gift med kyrkoherden G. E. Lundgren i Regna församling.
Schmidt gifte sig andra gången 1840 med Lovisa Vilhelmina Tholander (1813–1867). Hon var dotter till grosshandlaren Karl Tholander och Elisabeth Minten. De fick tillsammans barnen landskamreren Carl Nicolaus Schmidt (1841–1893) i Falun och disponenten Evald Ludvig Schmidt (1848–1897) i Jönköping.
Schmidt gifte sig tredje gången 14 september 1870 med Christina Theofila Calander (1839–1895). Hon var dotter till bruksinspektorn Lars Gustaf Calander och Maria Leijon. De fick tillsammans barnen lärarinnan Christina Sofia Schmidt i Linköping, Lovisa Theofila Schmidt (född 1873) som var gift med tandläkaren Sten Häger i Stockholm och Anna Maria Elisabet Schmidt (född 1877) som var gift med grosshandlaren Herman Johansson.

### Översättningar
- 1839 – J. K. Försters lärobok i Christna religionen.[2]
- 1840 – Betraktelser vid missionsstunder.[2]